# Ljudmila Michajlovna Savel'eva
Ljudmila Michajlovna Savel'eva (in russo Людмила Михайловна Савельева?; Leningrado, 24 gennaio 1942) è un'attrice e ballerina sovietica, nota ai più per aver interpretato il personaggio di Nataša Rostova in Guerra e pace e il personaggio di Masha nel film I girasoli.

## Biografia
È stata sposata dal 1965 con l'attore sovietico Aleksandr Zbruev, dal quale ebbe la figlia Natal'ja e successivamente si separò.

## Filmografia
- Guerra e pace (Vojna i mir, 1967)
- La guardia bianca (Beg, 1970)
- I girasoli (1970)
- Il gabbiano (Čajka) (1972)
- Vsadnik bez golovy (1972)
- Isčeznovenie (1978)
- Julija Vrevskaja (1978)
- S večera do poludnja (1981)
- Šljapa (1981)
- Šël četvërtyj god vojny (1983)
- Nam ne dano predugadat' (1984)
- Čužaja belaja i rjaboj (1986)
- Čërnaja roza - ėmblema pečali, krasnaja roza - ėmblema ljubvi (1989)
- Nežnyj vozrast (2000)
- Anna Karenina (2009, miniserie)